# Ciclo di Darksword
Il Ciclo di Darksword (letteralmente "spada oscura") è una saga fantasy scritta da Margaret Weis e Tracy Hickman. Nata inizialmente come trilogia con tre romanzi pubblicati nel 1988 (Forging the Darksword, Doom of the Darksword, Triumph of the Darksword) ha avuto un seguito con un ulteriore romanzo scritto nel 1997 (Legacy of the Darksword). La trilogia è stata pubblicata dalla Bantam Spectra, la divisione per la narrativa fantasy e di fantascienza della Random House.

## Edizione anglosassone
- Forging the Darksword, gennaio 1988, ISBN 978-0-553-26894-2 (0-553-26894-5)
- Doom of the Darksword, maggio 1988, ISBN 978-0-553-27164-5 (0-553-27164-4)
- Triumph of the Darksword, settembre 1988, ISBN 978-0-553-27406-6 (0-553-27406-6)
- Legacy of the Darksword, giugno 1998, ISBN 978-0-553-57812-6 (0-553-57812-X)

Le copertine dell'edizione originale erano di Larry Elmore, che aveva già collaborato con la Weis e Hickman nella saga di Dragonlance.

## Edizioni italiane
- La Spada Nera (titolo originale Forging the Darksword, traduzione di Maria Elena Vaccarini) aprile 1991, EdgarFantasy 1.6, Interno Giallo ISBN 88-356-0080-4
- L'Antica Profezia (titolo originale Doom of the Darksword, traduzione di Maria Elena Vaccarini) settembre 1991, EdgarFantasy 2.28, Interno Giallo ISBN 88-356-0117-7
- Il Trionfo della Spada Nera (titolo originale Triumph of the Darksword, traduzione di Maria Elena Vaccarini) mar 1992, EdgarFantasy 3.45, Interno Giallo, ISBN 88-356-0170-3
- Il ciclo di Darksword (raccolta dei primi tre romanzi, traduzione Maria Elena Vaccarini), maggio 1996, Jumbo Bestsellers Oscar 10, Arnoldo Mondadori Editore, ISBN 88-04-41318-2
- L'Eredità della Spada Nera (titolo originale Legacy of the Darksword, traduzione di Nicola Gianni), febbraio 1999, Il Libro d'Oro [108], Fanucci Editore, ISBN 88-347-0648-X

## La prima Trilogia
Il mondo di cui è ambientata la storia dei libri è Thimallan, un mondo di magia e maghi. La magia è Vita. La magia è nel mondo e viene assorbita e utilizzata per fare tutto, dai mestieri più umili come il lavoro nei campi, agli usi più futili che si possano pensare. 
Quando nasce un bambino questi deve superare tre prove che dimostrano il possesso della magia. La prova riesce praticamente sempre e sono una minoranza veramente esigua coloro che vengono messi al mondo privi di magia. Quando questo raro evento accade il rimedio è uno solo: bisogna uccidere questi neonati, per evitare che si diffonda nel mondo una specie priva di magia, priva della "Vita" che permette la vita stessa del mondo. Protagonisti del libro sono una profezia e Joram, figlio dell'imperatore del Regno di Merilon. 
L'unica profezia trasmessa dall'Almin (l'unico dio), al vescovo della chiesa di Thimallan enuncia: "Nascera nella casa reale uno che è morto eppure vivrà che morirà di nuovo e rivivrà e quando tornerà porterà con sé la distruzione del mondo....o la sua salvezza...". Joram ha fallito le prove e quindi non ha la magia, per cui deve essere ucciso.
Prima che le autorità religiose riescano a compiere il loro compito giustiziando il piccolo Joram, l'imperatrice riesce a scambiarlo con il figlio di una coppia di maghi dei campi che aveva superato la prova della magia. Così Joram, creduto morto, cresce ai confini dell'impero riuscendo a nascondere il suo segreto. Costretto ad uccidere un uomo per autodifesa non potrà più nasconderlo e sarà costretto a fuggire nelle regioni remote, le terre selvagge, dove si unirà alla Congrega della Ruota, gruppo di eretici che studiano la tecnologia (bandita dalle leggi), dove imparerà l'arte della metallurgia.
Sulle sue tracce viene inviato Sayron, un catalizzatore che anni prima aveva partecipato al rito dell'esilio con cui il presunto figlio dell'imperatore era stato giustiziato.
La fede di Saryon verrà duramente compromessa. Rintracciato Joram tra gli eretici vuole studiarlo prima di riportarlo a Merilon per il giudizio e questa esitazione gli sarà fatale, poiché rimarrà affascinato dal giovane e dal suo talento. Joram infatti forgerà, col suo aiuto, una spada di pietra nera (la Darksword del titolo) che ha il potere di assorbire la magia: l'eresia assoluta. Con Saryon, sempre più confuso sui suoi doveri, tornerà a Merilon per scoprire la verità sul suo passato, ma verrà catturato e condannato alla trasformazione in pietra. Durante il rito, grazie all'intervento del catalizzatore, Joram e Gwendalyn, la sua compagna, riescono a fuggire, varcando la soglia del confine sparendo tra le nebbie, mentre lo stesso Sayron venire tramutato in pietra. Merilon sembra essersi liberata di Joram e della sua spada maledetta, ma l'imperatore è sempre più inquieto poiché un altro passo della profezia sembra essersi avverato e il successivo e quello finale: "... e quando tornerà porterà con sé la distruzione del mondo".
Trascorrono dieci anni durante i quali lo scorrere del tempo fa dimenticare a molti degli abitanti di Merilon la storia di Joram, finché un giorno, di fronte alla statua di Sayron, dalle nebbie dell'aldilà si materializzano due figure: Joram e Gwendalyn. Ma non saranno i soli a giungere nel regno di Merilon: l'Aldilà non è nient'altro che la via per raggiungere il pianeta da cui i maghi del vecchio mondo, guidati dal leggendario Merlino, fuggirono secoli prima, ovvero la Terra. Un mondo in cui la magia è morta ma ricercata da molti, che ora sanno dove trovarla.
Un esercito della Forza Terrestre guidato dal maggiore Boris, una marionetta nelle mani del folle "fattucchiere" Menju, seguace della magia Nera, invade Thimallan mettendola a ferro e fuoco alla ricerca della fonte della magia. La guerra tra Magia e Tecnologia esplode, ma coglie gli abitanti di Merilon impreparati. Joram riuscirà a salvare Sayron dalla sua prigione eterna e affronterà Menju alla Fonte della Magia, dove completerà la profezia distruggendo con la sua spada maledetta la Fonte stessa, "distruggendo così Thimallan", prosciugandola della vita.
La saga si chiude sotto il sole di un mondo morente in cui i superstiti di Thimallan vengono imbarcati sulle aeronavi di Boris e riportati nell'antica patria dei loro avi, mentre si assiste al commiato tra Joram e Sayron. Infatti Joram decide di rimanere con una ormai perduta Gwendolyn a Merilon, poiché ritiene che il suo gesto non verrà mai compreso dagli altri superstiti, che ormai lo guardano solo con occhi pieni di odio. Al lettore rimane dunque il quesito, Joram ha Distrutto il mondo, togliendoli la magia, prosciugandolo della vita? o lo ha salvato da eccessi e dalla corruzione che lo avrebbe portato alla reale distruzione?